# Hieracium dewarii
Hieracium dewarii es una especie de planta con flor del género Hieracium, de la familia Asteraceae, orden Asterales.

## Distribución
Hieracium dewarii se distribuye por Escocia.

## Taxonomía
Fue descrita científicamente por Syme. Fue publicada en Trans. & Proc. Bot. Soc. Edinburgh.